# Zimní stadion Moravské Budějovice
Zimní stadion Moravské Budějovice je sportovní aréna otevřená roku 2005 v Moravských Budějovicích, městě na jihu Kraje Vysočina na pomezí Čech a Moravy České republiky. Základní kámen stavby byl položen roku 2004 a následující rok se 4. prosince slavnostně otevíral. O dva roky později (2007) se realizovala jeho dostavba, kdy přibylo zábradlí na tribunách a finálně se upravila dlažba či se upravily omítky. Rovněž byla v roce 2007 za cenu dvou milionů korun českých pořízena formou leasingu nová rolba, aby nahradila dosavadní pronajatou. V létě 2024 probíhaly úpravy kabiny týmu mužů na stadionu, na nichž se podílel celek Horácké Slavie Třebíč, jenž v hale od ročníku 2024/2025 po dvě sezóny hraje svá domácí utkání, neboť jeho třebíčská aréna prochází přestavbou. Po návratu třebíčského mužstva zpět do jejich haly bude zázemí v Moravských Budějovicích využívat tamní výběr Žihadel.